# Коронавірусна хвороба 2019 на Домініці
Епідемія коронавірусної хвороби 2019 на Домініці — це поширення пандемії коронавірусної хвороби 2019 на територію Домініки. Перший випадок хвороби в країні зареєстрований 22 березня 2020 року.

## Хронологія
22 березня повідомлено про перший випадок коронавірусної хвороби в країні, який зареєстровано в 54-річного чоловіка, який повернувся з Великої Британії.
8 вересня повідомлено, що на Домініці підтверджено ще 2 активні випадки COVID-19, загальну кількість активних випадків хвороби зросла до 6.
17 вересня повідомлено, що на Домініці підтверджено ще один активний випадок COVID-19, у країні на той день зареєстровано 4 активні випадки хвороби.
Станом на 19 вересня загальна кількість випадків хвороби на Домініці становила 24, з яких 6 були активними, 18 хворих одужали.
Станом на 4 жовтня загальна кількість випадків хвороби на Домініці становила 31, з яких 7 були активними, 24 хворих одужали.
Станом на 6 жовтня загальна кількість випадків хвороби на Домініці становила 32, з яких 8 були активними, 24 хворих одужали.
Станом на 20 жовтня загальна кількість випадків хвороби на Домініці становила 33, з яких 4 були активними, 29 хворих одужали.
Станом на 21 жовтня загальна кількість випадків хвороби на Домініці становила 35, з яких 6 були активними, 29 хворих одужали.
Станом на 29 жовтня загальна кількість випадків на Домініці становила 42, з яких 9 були активними, 33 хворі одужали.
Станом на 31 жовтня загальна кількість випадків на Домініці становила 50, з яких 17 були активними, 33 хворі одужали.
Станом на 6 листопада загальна кількість випадків хвороби на Домініці становила 58, з них 25 були активними, 33 хворі одужали.
Станом на 11 листопада загальна кількість випадків хвороби на Домініці становила 68, з них 27 були активними, 41 хворий одужав.
Станом на 18 листопада загальна кількість випадків хвороби в країні становила 72, з них 17 були активними, 55 хворих одужали.
Станом на 21 листопада загальна кількість хворих на Домініці становила 77, з них 14 активних, 63 хворих одужали.
Станом на 2 грудня загальна кількість хворих на Домініці становила 85, з них 13 активних, 72 хворі одужали.
Станом на 13 грудня загальна кількість хворих на Домініці становила 88, з них 5 активні, 83 хворі одужали.
Станом на 21 грудня загальна кількість хворих на Домініці становила 96, з них 9 активні, 87 хворих одужали.
Станом на 6 січня 2021 року кількість хворих на Домініці становила 105, з них 8 активні, 97 хворих одужали.
Станом на 11 січня 2021 року кількість хворих на Домініці становила 109, з них 8 активні, 101 хворий одужав.
Станом на 19 січня 2021 року загальна кількість хворих на Домініці становила 110, з них 8 активні, 102 хворих одужали.
Станом на 21 січня 2021 року загальна кількість хворих на Домініці становила 113, з них 9 активних, 104 хворих одужали.
Станом на 25 січня 2021 року загальна кількість хворих на Домініці становила 113, з них 8 активних, 105 хворих одужали.
Станом на 28 січня 2021 року загальна кількість хворих на Домініці становила 117, з них 11 активних, 106 хворих одужали.
Станом на 7 лютого 2021 року загальна кількість хворих на Домініці становила 121, з них 11 активних, 110 хворих одужали.
Станом на 16 лютого 2021 року загальна кількість хворих на Домініці становила 134, з них 13 активних, 121 хворий одужав.
Станом на 23 лютого 2021 року загальна кількість хворих на Домініці становила 141, з них 15 активних, 126 хворих одужали.
Станом на 6 березня 2021 року загальна кількість хворих на Домініці становила 144, з них 14 активних, 130 хворих одужали.
Станом на 22 березня 2021 року загальна кількість хворих на Домініці становила 156, з 15 активних, 141 хворий одужав.
Станом на 29 березня 2021 року загальна кількість хворих на Домініці становила 161, з 8 активних, 153 хворих одужали.
Станом на 1 квітня 2021 року загальна кількість хворих на Домініці становила 164, з них 7 активних, 157 хворих одужали.
Станом на 4 квітня 2021 року загальна кількість хворих на Домініці становила 165, з них 6 активних, 159 хворих одужали.
Станом на 1 травня 2021 року загальна кількість хворих на Домініці становила 174, з них 2 активні, 172 хворих одужали.
Станом на 8 травня 2021 року загальна кількість хворих на Домініці становила 175, активних випадків не було, всі 175 хворих одужали.
Станом на 13 травня 2021 року загальна кількість хворих на Домініці становила 178, з них 2 активні, 176 хворих одужали.
Станом на 25 травня 2021 року загальна кількість хворих на Домініці становила 184, з них 8 активних, 176 хворих одужали.
Станом на 17 червня 2021 року загальна кількість хворих на Домініці становила 191, з них 2 активних, 189 хворих одужали.
Станом на 13 липня 2021 року загальна кількість хворих на Домініці становила 199, з них 5 активних, 194 хворі одужали.
Станом на 30 серпня 2021 року загальна кількість випадків хвороби на Домініці становила 1638, з них 638 активних випадків, 996 одужань та 4 смерті.
Станом на 10 вересня 2021 року загальна кількість випадків хвороби на Домініці становила 2280, з них 417 активних випадків, 1857 одужань та 6 смертей.
Станом на 22 вересня 2021 року загальна кількість випадків хвороби на Домініці становила 3134, з них 548 активних випадків, 2575 одужань і 11 смертей.
Станом на 28 вересня 2021 року загальна кількість випадків хвороби на Домініці становила 3293, з них 598 активних випадків, 2680 одужань і 15 смертей.
Станом на 9 жовтня 2021 року загальна кількість випадків хвороби на Домініці становила 4006, з них 443 активні випадки, 3537 одужань та 26 смертей.
Станом на 19 листопада 2021 року загальна кількість випадків хвороби на Домініці становила 5589, з них 416 активних випадків, 5138 одужань та 35 смертей.
Станом на 29 грудня 2021 року загальна кількість випадків хвороби на Домініці становила 6520, з них 303 активні випадки, 6173 одужань та 44 смертей.
Станом на 4 січня 2022 року загальна кількість випадків хвороби на Домініці становила 7073, з них 482 активні випадки, 6544 одужань та 47 смертей.

Станом на 8 січня 2022 року загальна кількість випадків хвороби становила 7299, з них 649 активних випадків, 6603 одужань та 47 смертей.
Станом на 21 січня 2022 року загальна кількість випадків хвороби становила 8421, з них 766 активних випадків, 7606 одужань та 49 смертей.
Станом на 25 січня 2022 року загальна кількість випадків хвороби становила 8567, з них 735 активних випадків, 7533 одужань та 49 смертей.
Станом на 4 лютого 2022 року загальна кількість випадків хвороби становила 9621, з них 946 активних випадків, 8624 одужань та 51 смерть.
Станом на 11 лютого 2022 року загальна кількість випадків хвороби становила 10414, з них 1107 активних випадків, 9254 одужань та 53 смерті.
Станом на 21 лютого 2022 року загальна кількість випадків хвороби становила 10801, з них 797 активних випадків, 9947 одужань та 57 смертей.
Станом на 25 лютого 2022 року загальна кількість випадків хвороби становила 11016, з них 396 активних випадків, 10563 одужань та 57 смертей.
Станом на 3 березня 2022 року загальна кількість випадків хвороби становила 11148, з них 206 активних випадків, 10881 одужань та 61 смертей.
Станом на 14 березня 2022 року загальна кількість випадків хвороби становила 11529, з них 325 активних випадків, 11142 одужань та 62 смерті.
Станом на 18 березня 2022 року загальна кількість випадків хвороби становила 11643, з них 251 активний випадок, 11330 одужань та 62 смерті.
Станом на 7 квітня 2022 року загальна кількість випадків хвороби становила 11953, з них 133 активних, 11757 одужань та 63 смерті.
Станом на 25 квітня 2022 року загальна кількість випадків хвороби становила 12011, з них 22 активних, 11926 одужань та 63 смерті.
Станом на 1 травня 2022 року загальна кількість випадків хвороби становила 12161, з них 73 активні випадки, 12025 одужань та 63 смерті.
Станом на 11 травня 2022 року загальна кількість випадків хвороби становила 12685, з них 299 активних випадків, 12323 одужали та 63 смерті.
Станом на 26 травня 2022 року загальна кількість випадків хвороби становила 14194, з них 344 активних випадків, 13775 одужань та 65 смертей.
Станом на 13 червня 2022 року загальна кількість випадків хвороби становила 14638, з них 287 активних випадків, 14284 одужань та 67 смертей.
Станом на 23 червня 2022 року загальна кількість випадків хвороби становила 14781, з них 264 активні випадки, 14450 одужань та 67 смертей.
Станом на 8 липня 2022 року загальна кількість випадків хвороби на Домініці становила 14852, з них 231 активний випадок, 14553 одужань та 68 смертей.
Станом на 18 липня 2022 року загальна кількість випадків хвороби становила 14852, з них 230 активних випадків, 14554 одужань та 68 смертей.
Станом на 26 серпня 2022 року загальна кількість випадків хвороби становила 14852, з них 230 активних випадків, 14554 одужань та 68 смертейв. З початку цього кварталу кількість хворих, повідомлена Домінікою, не змінилася.
Станом на 30 січня 2023 року загальна кількість випадків хвороби становила 15760, з них 13 активних випадків, 15673 одужань та 74 смерті.